# Newport (Rhode Island)
Newport es una ciudad ubicada en el condado de Newport, en el estado estadounidense de Rhode Island. En el año 2000 tenía una población de 26 475 habitantes y una densidad de población de 3336 hab/km².
En esta ciudad se celebra desde 1959 el Newport Folk Festival.

## Geografía
Newport se encuentra ubicado en las coordenadas 42°29′17″N 71°18′45″O / 42.48806, -71.31250. Según la Oficina del Censo, la ciudad tiene un área total de 29,7 km² (11,5 mi²), de la cual 20,6 km² (8 mi²) es tierra y 9,2 km² (3,6 mi²) (30.86%) es agua.

## Historia
Newport fue fundada en 1639 por un grupo de colonos que anteriormente habían fundado Portsmouth (Rhode Island) junto con Anne Hutchinson y sus seguidores. En 1640, los ciudadanos de Newport aceptaron a un grupo de judíos que huían de la Inquisición española y portuguesa. Este grupo finalmente llegó a ser conocido como Congregación Jeshuat Israel, y es la segunda congregación judía más antigua de los Estados Unidos. Se reúne en la Sinagoga de Touro, la sinagoga más antigua de América. En 1663, la Colonia de Rhode Island y las Plantaciones de Providence recibió la carta real, y Benedict Arnold fue elegido su primer gobernador. 
Durante la época colonial, Newport era el centro del comercio de esclavos; se llevaba a esta ciudad azúcar y melaza, con la que se producía ron, que era llevado y vendido en África a cambio de esclavos, que se vendían en las colonias sureñas a cambio del azúcar y melaza.

## Demografía
Según la Oficina del Censo de los Estados Unidos, en 2000 los ingresos medios por hogar en la localidad eran de USD 35 669, y los ingresos medios por familia eran de USD 54 116. Los hombres tenían unos ingresos medios de USD 37 780 frente a los USD 27 492 para las mujeres. La renta per cápita para la localidad era de USD 25 441. Alrededor del 16,7% de la población estaba por debajo del umbral de pobreza.